# Kálmán Kánya

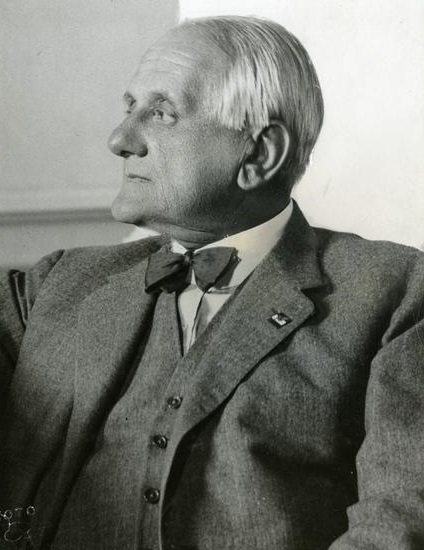
Kálmán Kánya

Kálmán Kánya de Kánya (Sopron, 7 november 1869 – Boedapest, 28 februari 1945) was Hongaars minister van Buitenlandse Zaken van 1933 tot 1938. Hij begon zijn diplomatieke loopbaan in Constantinopel in 1896. In 1913 werd hij aangeduid als Oostenrijks-Hongaars ambassadeur in Mexico en later in Berlijn. Van 1920 tot 1925 was hij diensthoofd van het ministerie van Buitenlandse Zaken. Vanaf 1933 was hij minister van Buitenlandse Zaken. Onder zijn ministerschap sloot Hongarije zich aan bij het Driemogendhedenpact en werd het land een bondgenoot van nazi-Duitsland. Binnen dit bondgenootschap trachtte Kánya door middel van een versterkte samenwerking met Italië een tegengewicht te vormen voor de hegemonie van Duitsland. Anderzijds probeerde hij goede banden te onderhouden met de Kleine Entente.
Samen met premier Béla Imrédy vloog hij naar Berchtesgaden om Hitler om steun te vragen voor een herziening van de Hongaarse grenzen. In november 1938 moest hij noodgedwongen ontslag nemen.